# All My Heart
『All My Heart』（オール・マイ・ハート）は、浜田麻里のアルバム。

## 内容
- 本作は、浜田の海外進出第二弾となったアルバムであり、アジア市場向けにCD(品番：MCD11106)とカセットテープ(品番：MCC11106)にてリリースされた。
- 前作「Introducing...Mari Hamada」同様、過去の既発曲（一部新録音あり）に新曲を加えたものとなっており、新曲の「Fixing a Broken Heart」はオーストラリア出身のポップ・グループであるIndecent Obsessionとのデュエット曲となっている。
- 日本国内では発売当時、タワーレコード・HMV・新星堂などの大型CDショップで輸入盤として限定販売されていた。
- 2019年現在、本作は音楽配信されていない。

## 収録曲
1. With All My Heart
（作詞：浜田麻里/Jody Gray 作曲：大槻啓之） ※「Over the Rainbow」の英語詞
2. In My Private Heaven
（作詞：浜田麻里/Jody Gray 作曲：大槻啓之） ※「Private Heaven」の英語詞
3. Get Lucky Tonight
（作詞：浜田麻里/Jody Gray 作曲：大槻啓之） ※「Call My Luck」の英語詞
4. Only Love
（作詞：浜田麻里/Jody Gray 作曲：増田隆宣） ※「My Tears」の英語詞
5. Heart in Motion
（作詞：浜田麻里/Jody Gray 作曲：大槻啓之） ※「Forever」の英語詞
6. Til tomorrow
（作詞：浜田麻里/Jody Gray 作曲：大槻啓之） ※「Tomorrow」の英語詞。この曲はINCLINATION IIには収録されず、MARI HAMADA COMPLETE SINGLE COLLECTIONに収録された。
7. Out of My Hands
（作詞：浜田麻里/Jody Gray 作曲：大槻啓之） ※「Open Your Heart」の英語詞
8. Heaven Knows(When I Wish upon a Star)
（作詞：浜田麻里/Jody Gray 作曲：大槻啓之） ※「Heaven Knows」の英語詞
9. Company
（作詞：浜田麻里 作曲：原一博）
10. Missing
（作詞：浜田麻里 作曲：大槻啓之）
11. Precious Summer
（作詞：浜田麻里 作曲：織田哲郎）
12. Fixing a Broken Heart
（作詞・作曲：Hennasey/Duffy/Mcliarmid/Jay/Kirkpatrick） ※英語詞

## 主な参加ミュージシャン

### 日本国内
- Guitars	
  - 増崎孝司
- Bass	
  - 西村麻聡
- Keyboards
  - 原一博
- Drums	
  - 樋口宗孝

### 日本国外
12曲目の「Fixing a Broken Heart」はIndecent Obsession自身による演奏である。それ以外の楽曲については以下のとおり。
- Guitars	
  - Michael Landau
- Bass	
  - Leland Sklar
  - John Pierce
- Keyboards
  - Randy Kerber
  - Tom Keane
- Drums
  - John Keane
  - Mike Baird